# Amb la poli al darrere
Amb la poli al darrere (títol original: The Chase) és una pel·lícula estatunidenca d'Adam Rifkin, estrenada el 1994 i doblada al català.

## Argument
Empresonat equivocadament malgrat la seva innocència, Jack Hammond s'evadeix. Parant-se en una estació de servei, pren com a ostatge una jove. Manllevant el cotxe del seu ostatge, que resulta ser Natalie Voss, filla d'un multimilionari, es troba a l'autopista, empaitat per dos policies amb un equip de televisió i un periodista de TV que transmet en directe les proeses del perillós criminal que no és. Al fil de la persecució, Natalie i Hammond simpatitzen i s'acaben enamorant.

## Repartiment
- Charlie Sheen: Jackson Davis Hammond
- Kristy Swanson: Natalie Voss
- Henry Rollins: l'oficial Dobbs
- Josh Mostel: l'oficial Figus
- Wayne Grace: el cap Boyle
- Miles Dougal: Liam Segal
- Rocky Carroll: Byron Wilder
- Ray Wise: Dalton Voss
- Claudia Christian: Yvonne Voss

## Al voltant de la pel·lícula
- Charlie Sheen i Kristy Swanson tenen dues pel·lícules en comú abans d'aquesta: Ferris Bueller's Day Off (1986) i Hot Shots! (1991). Destacar que un dels seus companys de Hot Shots!, Cary Elwes, hi fa un cameo.
- Durant els crèdits del final de la pel·lícula, Charlie Sheen apareix disfressat de pallasso al volant del cotxe i recitant la famosa peroració d'Apocalipsi Now "I love the smell.... " que Robert Duvall deia a Martin Sheen en aquella pel·lícula.